# Cmentarz jeńców radzieckich w Zambrowie
Cmentarz jeńców radzieckich w Zambrowie – położony przy ul. Mazowieckiej; urządzony na planie prostokąta o pow. ok. 1 ha. Cmentarz wpisany do rejestru zabytków (nr A-423/91).
Cmentarz powstał w XIX w. jako prawosławna nekropolia rosyjskiego garnizonu wojskowego. W tym okresie wybudowano na nim drewnianą kaplicę oraz wiele pomników nagrobnych. W dwudziestoleciu międzywojennym zdewastowany i zapomniany. W okresie II wojny światowej (po 1941 r.) wykorzystywany jako miejsce pochówku zmarłych czerwonoarmistów z miejscowego obozu jenieckiego.
Nekropolia gruntownie została przebudowana i uporządkowana w początku lat 60. Groby zostały umieszczone w dwunastu symetrycznych kwaterach. Główna aleja cmentarza prowadziła do pomnika umiejscowionego na osi wejścia, zwieńczonego gwiazdą pięciopromienną. Na pomniku znajdował się napis:

Tu spoczywa ponad 12 tysięcy żołnierzy Armii Radzieckiej wymordowanych w obozie jeńców w Zambrowie przez okupanta hitlerowskiego w okresie II wojny światowej. Cześć i chwała poległym za wolność i socjalizm – społeczeństwo Zambrowa w 19 rocznice wyzwolenia.

 Wówczas też na cmentarzu złożono szczątki 53 żołnierzy Armii Czerwonej z 3 Armii 2 Frontu Białoruskiego, którzy zginęli w walkach o miasto w sierpniu 1944 r., pierwotnie pochowanych na skwerze w pobliżu ul. Kościelnej i Kościuszki.

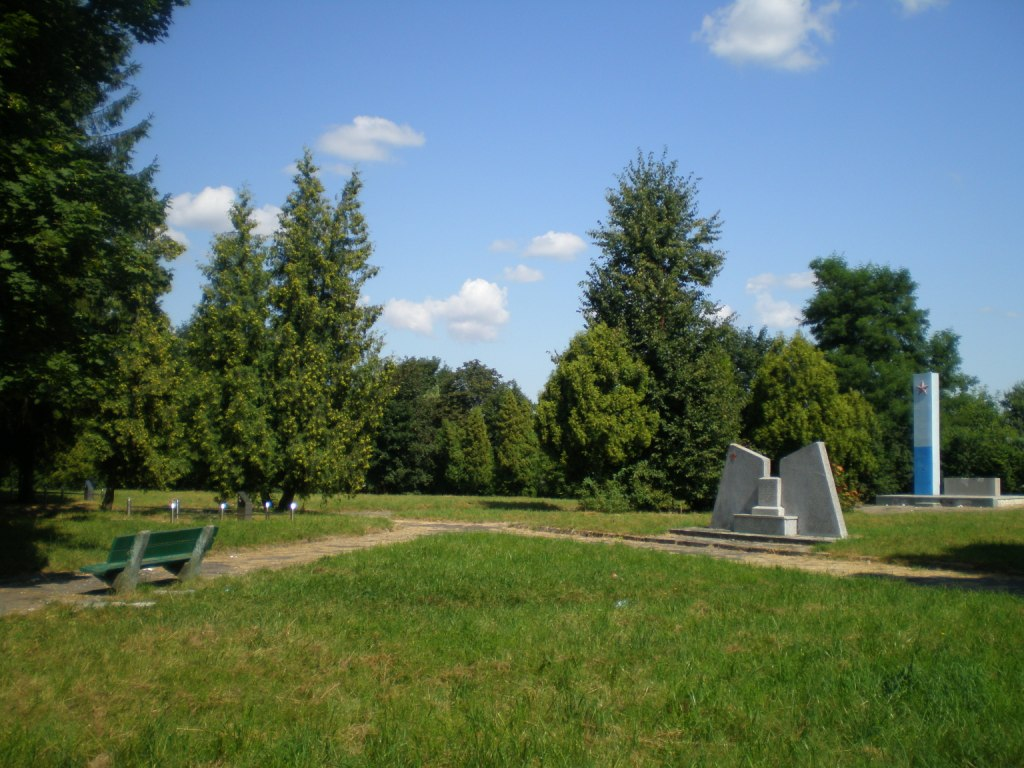
Cmentarz jeńców radzieckich w Zambrowie przed remontem w 2010

W latach 90. na cmentarzu ustawiono pomnik Armii Czerwonej, usunięty z centrum miasta. W tej samej dekadzie na cmentarzu w dwóch bezimiennych mogiłach pochowano prochy dowódców i kursantów szkoły lotniczej 86 dywizji strzelców Armii Czerwonej poległych w czerwcu 1941 roku.
W 2010 r. dotychczasowy pomnik został wyburzony, a na jego miejscu wzniesiono niższy obelisk o wysokości 2,9 metra. Jego cokół obłożony został płytami granitowymi i zwieńczony czerwoną gwiazdą. U stóp pomnika wmurowano tablicę upamiętniającą pochowanych na nekropolii. Dwanaście dotychczasowych kwater grobowych, połączono w dwie umiejscowione po obu stronach pomnika. Inwestycja została sfinansowana przez Radę Ochrony Pamięci Walki i Męczeństwa, Podlaski Urząd Wojewódzki i Urząd Miasta Zambrów.